# 枫香科
枫香科（学名：Altingiaceae）又名蕈树科，是一个小科，只有3属18种，都是乔木，分布在亚洲和美洲，亞洲有所有的3属17种，只有一种北美枫香原产于美洲。以前的分类法将这三属分在金缕梅科内。1998年根据基因亲缘关系分类的APG 分类法将这些属单独列为一科，属于虎耳草目。
本科植物，叶子类似枫树，一般都可以提取树脂和香料，所以得名。
属
- 蕈树属 Altingia（11种，生长在东南亚）
- 枫香树属 Liquidambar（共4种，2种生长在东亚，1种生长在西亚，1种生长在美洲）
- 半枫荷属 Semiliquidambar（3种，都生长在中国）